# آللا دایان
آللا دایان منیگ (زاده ۲۰ آوریل ۱۹۸۳)، معروف به آللا دایان، خواننده و ترانه‌سرای آمریکایی اهل نوادا سیتی، کالیفرنیا است.
دایان در ۲۰ آوریل ۱۹۸۳ در نوادا سیتی، کالیفرنیا به دنیا آمد. او با آواز خواندن با والدین نوازنده اش و اجرا در گروه کر مدرسه بزرگ شد. او به خودش گیتار آموزش داد و شروع به نوشتن آهنگ‌هایی کرد که آرپژهای تنش مانند و خلسه را با آوازهای گرم و اشعار مراقبه در مورد خانواده و طبیعت ترکیب می‌کند. اولین ضبط‌های او در سال ۲۰۰۳ با عنوان Forest Parade منتشر شد. اولین حضور انفرادی او در جمع عمومی به دعوت جوانا نیوسام، بومی شهر نوادا بود. او همچنین قبل از ادامه فعالیت‌های انفرادی خود در گروه موسیقی بلک بیر نوادا سیتی حضور داشت.
دایان در سال ۲۰۱۱ با تام بیویتوری ازدواج کرد آنها طلاق گرفتند و او در اوت ۲۰۱۳ با تورن فولکمن ازدواج کرد آنها دو دختر دارند، ورا ماری (متولد اکتبر 2013) و اونا (متولد فوریه 2017).

## آهنگ‌شناسی

### آلبوم‌های استودیویی
| عنوان                                 | جزئیات آلبوم |
| ------------------------------------- | --- |
| رژه جنگل                              | - تاریخ انتشار: ۲۰۰۳ - برچسب: خود آزاد شده - فرمت: سی دی |
| انجیل دزدان دریایی                    | - تاریخ انتشار: ۲۰۰۴ - انتشار مجدد: 2006 (ایالات متحده)، 2007 (بریتانیا)، فهرست آهنگ اصلاح شده - نسخه دلوکس بازسازی شده: ۲۰۱۸ - برچسب: self-released (2004)، موسیقی هولوسن (ایالات متحده، 2006)، Names Records (بریتانیا، 2007)، AllPoints (2018) - فرمت: سی دی، وینیل، دانلود دیجیتال |
| ثابت ماندن                            | - منتشر شده: ۲۰۰۹ - برچسب: Rough Trade Records - فرمت: سی دی، دانلود دیجیتال |
| آللا دایان و وایلد دیوین با وحشی الهی | - منتشر شده: ۲۰۱۱ - نمودارها: بریتانیا شماره 158 - برچسب: Rough Trade Records - فرمت: سی دی، دانلود دیجیتال |
| دربارهٔ خداحافظی                       | - منتشر شده: ۲۰۱۳ - برچسب: Rusted Blue Records - فرمت: سی دی، دانلود دیجیتال |
| ماه سرد با رایان فرانچسکونی           | - منتشر شده: ۲۰۱۵ - برچسب: Believe Recordings - فرمت: سی دی، دانلود دیجیتال |
| کاسپ                                  | - منتشر شده: ۲۰۱۸ - برچسب: همه امتیاز - فرمت: سی دی، وینیل، دانلود دیجیتال |
| به دنبال شیشه                         | - تاریخ انتشار: ۲۰۲۲ - برچسب: Believe Recordings/Nive - فرمت: سی دی، دانلود دیجیتال |

### تک آهنگ‌ها
- Alela Diane CD EP (2005، منتشر شده توسط خود)
- Songs Whistled Through White Teeth 10" vinyl EP (2006، Names Records)
- سی دی تک آهنگ "The Rifle" (2008، Names Records)
- سی دی تک آهنگ "To Be Still" (2008، Names Records)
- آللا و آلینا با همراهی آلینا هاردین 10 اینچی وینیل EP (2009، Family/Names Records)
- سی دی تک آهنگ "الیجا" (۲۰۱۱، Rough Trade Records)
- Home Recordings & B-Sides from the Wild Divine Sessions CD EP (2011, Rough Trade Records)
- سکوت عشق (۲۰۰۸، ثبت نام‌ها)
- "The North Wind Blew South" 7"/CD تک آهنگ (۲۰۰۸، Names Records)
- Headless Heroes 12" EP (2009, Names Records)

### آهنگ تألیفی
- "کلیسای عیسی مسیح" در مجله رؤیای شماره ۶ (۲۰۰۶)
- "Dry Grass and Shadows (Live in Studio)" در آلبوم Family Grass Roots Record Co. (2006، Grass Roots Records)
- "There's Only One" در Be Yourself: ادای احترام به آهنگ‌های گراهام نش برای مبتدیان (۲۰۱۰، Grass Roots Records)
- "مثل یک پنجشنبه تابستانی" در More Townes Van Zandt توسط The Great Unknown (2010، Forthesakeofthesong)
- «چگونه می‌توانیم به یک رؤیا آویزان شویم» در Reason To Believe - The Songs of Tim Hardin (2013، سرگرمی تمام وقت)
- "The Light" در مردگان متحرک. ۲ (۲۰۱۴، ریپابلیک رکوردز)
- «بانوی الهی» در داستان‌های آخر شب: جان هاپکینز (۲۰۱۵، Night Time Stories Ltd.)

### سایر
- "Take Us Back" در مردگان متحرک: فصل پایانی بازی ویدیویی (۲۰۱۹، تل‌تیل گیمز / Skybound Games)